# Берлинский договор (1889)
Берлинский договор (1889) был заключительным документом конференции по Самоа, состоявшейся в Берлине в 1889 году. Конференция была предложена министром иностранных дел Германии графом Гербертом фон Бисмарком (сыном канцлера Отто фон Бисмарка) для возобновления прерванной Вашингтонской конференции по Самоа 1887 года. Герберт фон Бисмарк пригласил делегации Соединённых Штатов и Британской империи в Берлин в апреле 1889 года.
Договор положил начало кондоминиуму на Самоа между Соединёнными Штатами, Германией и Великобританией. Он был разработан, чтобы гарантировать сохранение прав трех держав, закрепленных в отдельных договорах о режиме Самоа в 1878 и 1879 годах. Кроме того, была обеспечена независимость и нейтралитет правительства Самоа, были реорганизованы государственные финансы и восстановлен король Самоа, избранный в 1881 году. В целях укрепления судебной системы была создана должность главного судьи Америки/Европы.
Договор был подписан в Берлине тремя державами 14 июня 1889 года; обмен ратификациями состоялся 12 апреля 1890 года и был одобрен правительством Самоа 19 апреля 1890 года, четыре правительства фактически были участниками Берлинского акта.
Кондоминиум закончился политическими беспорядками через десять лет после ратификации Трехсторонней конвенции 1899 года и последующего раздела архипелага Самоа.